# Drept și economie
Dreptul și economia sau analiza economică a dreptului este aplicarea teoriei economice (în special a teoriei microeconomice) la analiza dreptului, care a început în mare parte cu savanți de la Școala de economie de la Chicago. Conceptele economice sunt folosite pentru a explica efectele legilor, pentru a evalua ce norme juridice sunt eficiente din punct de vedere economic și pentru a prezice care norme juridice vor fi promulgate.
De asemenea, economia juridică reprezintă una dintre științele auxiliare ale dreptului, având ca rol aplicarea metodelor economice cu scopul unei mai bune înțelegeri a fenomenului juridic.

## Relația cu alte discipline și abordări
Așa cum este folosită de avocați și de cercetătorii juridici, expresia „drept și economie” se referă la aplicarea analizei microeconomice la problemele juridice. Datorită suprapunerii dintre sistemele juridice și sistemele politice, unele aspecte legate de drept și economie sunt, de asemenea, ridicate în economia politică, economia constituțională și științele politice. 
Abordările la aceleași aspecte din perspectiva marxistă și teoria critică/perspectivele școlii din Frankfurt nu se identifică de obicei ca „lege și economie”. De exemplu, cercetarea efectuată de membrii mișcării de studii juridice critice și sociologia dreptului consideră multe dintre aceleași probleme fundamentale cu care lucrează eticheta „drept și economie”, deși dintr-o perspectivă foarte diferită.
Singura aripă care reprezintă o abordare non-neoclasică a „dreptului și economiei” este tradiția continentală (în principal germană) care vede conceptul care pornește de la abordarea guvernării și politicii publice (Staatswissenschaften) și Școala istorică germană de economie; această viziune este reprezentată în Companionul de Drept și Economie al Elgar (ediția a 2-a 2005) (Elgar Companion to Law and Economics (2nd ed. 2005)) și, deși nu exclusiv, în Jurnalul European de Drept (Economie European Journal of Law and Economics). Aici, abordările conștient non-neoclasice ale economiei sunt folosite pentru analiza problemelor juridice (și administrative / de guvernare).

## Legături externe
- "Law and Economics" article in the Internet Encyclopedia of Philosophy